# Altotas
Altotas (zm. 1768) – XVIII-wieczny alchemik, nauczyciel Giuseppe Balsama.
Altotas określał siebie jako pół-Greka i pół-Hiszpana, choć najprawdopodobniej nie był ani jednym ani drugim. mówił mieszaniną włoskiego, francuskiego i arabskiego, nosił albańską symarę, czerwony beret i długą brodę. Podawał się za chemika i przechwalał się, że posiada czerwony proszek, czyli kamień filozoficzny, który przekształca zwykłe metale w szlachetne. Twierdził również, że wynalazł balsam, dzięki któremu zabliźniają się rany i zrastają odcięte kończyny. Jego specjalnością był proszek uśmierzający ból na odległość do sześciuset sześćdziesięciu sześciu mil. Giuseppe Balsamo spotkał go w Mesynie i został jego uczniem. Wspólnie wybrali się do Egiptu, po drodze odwiedzili wyspę Kos. Nie wiadomo czy w Egipcie zatrzymali się w Aleksandrii czy w Kairze. W drodze powrotnej znaleźli gościnę na Malcie u kawalerów maltańskich, których wielki mistrz, Pinto da Fonesca, był miłośnikiem alchemii i posiadał własne laboratorium. Goście doznali serdecznego przyjęcia i zdołali nawet wykonać kilka doświadczeń. Podczas jednego z nich Altotas zatruł się wyziewami i zmarł.